# Paul Mauriat
Paul Mauriat (4. března 1925 Marseille – 3. listopadu 2006 Perpignan) byl francouzský dirigent, kapelník a hudební skladatel, představitel žánru easy listening. K jeho nejznámějším písním patří Love is Blue z roku 1968 či El Bimbo z roku 1975. Roku 1965 založil Le Grand Orchestre.